# Hofanlage Weserstraße 24
Die Hofanlage Weserstraße 24, Ecke Schwarzer Weg in Berne stammt aus dem 19. Jahrhundert.
Aktuell (2023) wird sie als Wohnhaus und gewerblich genutzt.
Die Gebäude stehen unter Denkmalschutz (siehe auch Liste der Baudenkmale in Berne).

## Geschichte
Die Hofanlage in der Nähe zur Ollen besteht aus
- dem eingeschossigen Wohn- und Wirtschaftsgebäude aus der Mitte des 19. Jahrhunderts als Zweiständer-Hallenhaus mit Backsteinaußenmauern, Krüppelwalmdach, Niedersachsengiebeln mit Uhlenloch, Groote Door mit Korbbogen und darüber mit barockem Medaillon mit Schweinekopf,[2]
  - dem neueren eingeschossigen Stallanbau am Wirtschaftsgiebel,
- der eingeschossigen Scheune aus der Mitte des 19. Jahrhunderts in Fachwerk mit Steinausfachungen und teils verbohlt, in Ankerbalkenkonstruktion mit Querdurchfahrt und Walmdach mit Niedersachsengiebeln, Westwand in Backstein ersetzt,[3]
- sowie weiteren nicht denkmalgeschützten neueren Nebenanlagen.

Das Landesdenkmalamt befand: „… geschichtliche Bedeutung … als beispielhafte Hofanlage der Mitte des 19. Jhs. …“